# Юстиція

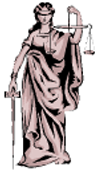

Юсти́ція (лат. iustitia — справедливість) — сукупність судів і органів Міністерства юстиції та їхня діяльність у забезпеченні охорони прав і законних інтересів державних та громадських організацій і громадян, організації роботи судів, систематизації і підготовки пропозицій щодо кодифікації законодавства тощо.
Юстиція є складним і багатозначним терміном, що не отримало поки що досконалого наукового розуміння.
Юстиція також розуміється як судочинство. У цьому розрізі виділяють цивільну, кримінальну, ювенальну, адміністративну юстицію.